# Vojaški svetovalec
Vojaški svetovalec je ustrezno usposobljen posameznik, navadno pripadnik oboroženih sil neke države, ki je poslan v drugo državo z namenom pomoči tej državi pri urjenju in organizaciji oboroženih sil, vzpostavitvi sistema vodenja ali pomoči pri izdelavi strateških načrtov brez dejanskega vpletanja v vojaške akcije.